# Hard at Play
Hard at Play es el sexto álbum del grupo norteamericano de rock Huey Lewis and the News que salió al mercado en 1991.
En este álbum el grupo trató de regresar al sonido de Sports y Fore! después del alto en el camino que significó Small World. Generó los sencillos Couple Days Off, Build Me Up y It Hit Me Like a Hammer pero sin alcanzar altas posiciones en listas. 

## Listado de canciones
1. "Build Me Up" (Johnny Colla, Huey Lewis) – 4:28
2. "It Hit Me Like a Hammer" (Robert "Mutt" Lange, H. Lewis) – 4:01
3. "Attitude" (M. Carl) – 4:00
4. "He Don't Know" (D. Covay, J. Tiven, S. Tiven) – 4:15
5. "Couple Days Off" (C. Hayes, H. Lewis, G. Palmer) – 4:56
6. "That's Not Me" (M. Ruff) – 4:15
7. "We Should Be Making Love" (A. Goldmark, S. Kipner, S. Lindsey) – 4:01
8. "Best of Me" (B. Hayes, K. Hayes, A. Stocking) – 3:57
9. "Do You Love Me, Or What?" (C. Hayes, H. Lewis, Nick Lowe) – 3:46
10. "Don't Look Back" (H. Lewis, B. Gibson, D. Fredericks) – 3:44
11. "Time Ain't Money" (J. Colla, H. Lewis) – 4:46

## Personal
Huey Lewis & The News
- Huey Lewis - armónica, voz
- Mario Cipollina - bajo
- Johnny Colla - guitarra, saxofón
- Bill Gibson - batería, vocals
- Chris Hayes - guitarra
- Sean Hopper - teclados, vocals

Personal adicional
- Mike Duke - coros
- David Fredericks - coros
- Gospel Hummingbirds - coros
- Steve Kipner
- John McFee - guitarra
- Michael Ruff - coros

## Producción
- Productores: Huey Lewis, Bill Schnee, Eric "ET" Thorngren
- Productor ejecutivo: Bob Brown
- Ingenieros: Bob Edwards, Jeffrey Norman, Bill Schnee, Eric "ET" Thorngren
- Engenieros Asistentes: Ken Allardyce, Tony Eckert, Bob Edwards, Stephen Hart, Tim Lauber, Kevin Scott, Jim "Watts" Vereecke
- Mezcla: Jack Joseph Puig, Bill Schnee
- Asistente de mezcla: Ken Allardyce
- Masterización: Doug Sax
- Dirección Artística: Henry Márquez
- Diseño: Michael Diehl
- Fotografía: Aaron Rapoport

## Listas
Álbum - Billboard (Estados Unidos)
| Año  | Listado           | Posición |
| ---- | ----------------- | -------- |
| 1991 | The Billboard 200 | 27       |

Sencillos - Billboard (Estados Unidos)
| Año  | Sencillo                  | Listado                   | Posición |
| ---- | ------------------------- | ------------------------- | -------- |
| 1991 | "Couple Days Off"         | Mainstream Rock Tracks    | 3        |
| 1991 | "Couple Days Off"         | The Billboard Hot 100     | 11       |
| 1991 | "Build Me Up"             | Mainstream Rock Tracks    | 27       |
| 1991 | "It Hit Me Like a Hammer" | The Billboard Hot 100     | 21       |
| 1991 | "It Hit Me Like a Hammer" | Adult Contemporary Tracks | 10       |

- Datos: Q6144516